# Jonas Björler
Jonas Björler var bassist og originalt medlem af det melodiske dødsmetal-band At the Gates sammen med hans bror Anders Björler, Tomas Lindberg, Alf Svensson, og Adrian Erlandsson.
I 1996 ved slutningen af deres sidste turné i Europa ved navn Slaughter of the Soul gik de i opløsning. Jonas Björler var derefter med til at stifte thrash metalbandet The Haunted sammen med hans bror Anders og trommeslageren Erlandsson. Han er i dag den nuværende bassist af bandet.